# Discovery (album Daft Punk)
Discovery – drugi album studyjny francuskiego duetu Daft Punk, wydany 3 marca 2001 roku przez Virgin Records. Został nagrany w Paryżu.  Album jest soundtrackiem do filmu anime "Interstella 5555: The 5tory of the 5ecret 5tar 5ystem", który jest kolaboracją pomiędzy Daft Punk, Leiji Matsumoto i Toei Animation. Wszystkie teledyski do utworów na płycie są odcinkami filmu. "Interstella 5555" to opowieść o porwaniu pozaziemskiego zespołu. Discovery jest uznawany za album koncepcyjny w opinii New Musical Express i czasopisma Spin.
Wczesna wersja albumu zawiera kartę członkowską "Daft Club". Na karcie jest umieszczony kod, który umożliwia dostęp do usługi muzyki online, która znalazła się później na płytach Daft Club i Alive 1997.

## Lista utworów
1. "One More Time" (feat. Romanthony) – 5:20
2. "Aerodynamic" – 3:27
3. "Digital Love" – 4:58
4. "Harder, Better, Faster, Stronger" – 3:45
5. "Crescendolls" – 3:31
6. "Nightvision" – 1:44
7. "Superheroes" – 3:57
8. "High Life" – 3:22
9. "Something About Us" – 3:51
10. "Voyager" – 3:47
11. "Veridis Quo" – 5:44
12. "Short Circuit" – 3:26
13. "Face to Face" (feat. Todd Edwards) – 3:58
14. "Too Long" (feat. Romanthony) – 10:00

## Twórcy
- Daft Punk - sekwencery, sample, syntezatory, gitara, wokal, wokodery, maszyny perkusyjne, programowanie, produkcja, koncepcja, kierownictwo artystyczne
- Romanthony - teksty, wokal w "One More Time" i teksty, wokal, koprodukcja w "Too Long"
- DJ Sneak - teksty na "Digital Love"
- Todd Edwards - teksty, wokal, koprodukcja w "Face to Face"
- Nilesh Patel - mastering
- Alex & Martin - koncepcja, kierownictwo artystyczne
- Cedric Hervet - koncepcja, kierownictwo artystyczne
- Gildas Loaëc - koncepcja, kierownictwo artystyczne
- Simon Scott - koncepcja, kierownictwo artystyczne
- Daniel Vangarde - koncepcja, kierownictwo artystyczne
- Pedro Winter - koncepcja, kierownictwo artystyczne
- Mitchell Feinberg - zdjęcia ciekłych metali
- Luis Sanchis - zdjęcie fortepian
- Tony Gardner i Alterian - bionika inżynierii
- Tamiyuki "Spike" Sugiyama - Złącze Tokio